# 松前徳広
松前 徳広（まつまえ のりひろ）は、江戸時代後期の大名。蝦夷地松前藩の第13代藩主。官位は従五位下志摩守、贈従四位。

## 生涯

### 家督相続と藩の幕末
天保15年（1844年）3月14日、第11代藩主・松前昌広の長男として福山城にて誕生した。嘉永2年（1849年）に父が隠居したが、徳広は幼少だったため叔父・崇広が藩主に就任した。嘉永6年（1853年）3月に世子に指名され、安政5年（1858年）12月に従五位下、志摩守に叙位・任官した。
慶応2年（1866年）4月に崇広が死去したため、その養子として家督を相続した。徳広は文人肌で尊王派でもあったが、元々肺結核かつ重度の痔疾があり、さらに精神病でもあったために政務を執れなかった。松前氏では、以前から若年で家督を継ぐ藩主が続いたため、歴代藩主は重臣に統治を任せることが常態化していた。結果として、藩内には一部重臣らの専横への不満がくすぶっていた。また藩は当時、新政府方と奥羽越列藩同盟にそれぞれ遣いを立てる日和見政策を取っていたため、藩内の両派閥の不満もあった。同年11月に徳広は藩主を退く発言をしたため、藩を主導する筆頭家老の松前勘解由らは、崇広次男の敦千代（松前隆広）の後継擁立を画策した。しかし日頃から勘解由の執政に批判的な勢力がこれに反発、勘解由は家老を解任され蟄居処分となった。ただし勘解由抜きでの藩政はままならず、慶応4年（1868年）4月には家老に復帰した。
慶応4年（1868年）7月、鈴木織太郎や下国東七郎ら尊皇派の40名余の家臣団らが蜂起。箱館の新政府方と連携して、「正義隊」を名乗って徳広に対し建白書を提出、佐幕派の一掃と勤王への転向を強要した。心身ともに弱っていた徳広がこれを承諾したため、慌てた家老の松前勘解由は急遽登城しようとするが果たせず、集まった1千名もの藩士と共に藩の武器弾薬庫から武器を出し、松前城の東にある法華寺から正義隊が立て籠もる城中への砲撃を企図したが、君臣の分を弁えよ、と説得され思いとどまった。翌29日に勘解由は家老を罷免された。逆に勢いを得た正義隊は、8月1日に佐幕派重臣らを襲撃した。勘解由も屋敷を襲撃されるがこれは撃退するも、8月2日に自宅禁固となり、8月3日、勘解由は切腹となった。その他重臣の多くは正義隊の思うがままに処罰され、正義隊により新たに合議局・正議局・軍謀局などが創設され、人材の新たな登用なども行なわれるなどしたが、藩内はただ著しく混乱した。
この状況の中、藩は箱館戦争を迎えることとなる。

### 箱館戦争
同年10月には榎本武揚らの旧幕府軍が北海道に来襲、箱館の五稜郭を拠点として松前に攻め込んだ。これらの動きに備えて新規に構築しつつあった館村新城（館城）に10月28日までに藩主一同および藩の主力は移動した。11月1日に榎本軍の軍艦蟠竜が松前を砲撃している。松前藩は榎本軍を奇襲するも撃退され、逆に11月5日に土方歳三を総督とした彰義隊・額兵隊・衝鋒隊などからなる700名が松前に来襲し、松前城搦手門から攻めかかってきた。城代家老蛎崎民部を中心に五百名あまりが籠城した松前城は、その構造が搦手門からの攻撃をほぼ想定しておらず、さらに防衛戦力を欠いていた松前城は大砲で抵抗するも数時間のちに開城した。残存の藩兵は城下に火を放ち、江差方面へ退却した。
一方、榎本軍の別働隊500名が徳広らの逃れた先の館城攻略に来襲した。しかし藩主らは12日に西在熊石村に避難済みであり、城には60名ほどが籠っていただけであった。11月15日午前9時頃攻撃が開始され、1時間ほど激しい銃撃戦が続いた後、表門の下の隙間から侵入した旧幕府兵が門を開け、兵が乱入し白兵戦となった。まな板を盾にしつつ太刀で戦い壮絶な戦死を遂げた三上超順の奮戦もあったが、城は落城した。なお、箱館戦争終結後、松前藩は館城に因んで「館藩」を名乗った。
22日、追撃する榎本軍が熊石村に到着すると、しかし徳広ら男女60余名は既に本土の弘前藩へ落ちて行った後であった。残存の藩士ら300名が榎本軍に投降した。
時を同じくして、江差に逃れた松前藩軍を攻めるために榎本軍の主力軍艦開陽が派遣されたが、江差の松前藩兵は既に退却済であった。道中で大滝陣屋を落とした額兵隊が15日に陸から江差に攻め込んだ際、江差は既に榎本海軍により占拠されていた。同夜、天候が急変し、風浪に押されて開陽は座礁した。箱館から回天と神速丸の二隻が開陽救出のために江差に到着したが、神速丸も座礁した。為す術なく総員退艦した開陽は数日後に沈没。これにより榎本軍は頼みの海上戦力を大きく減らすこととなり、新政府方の軍の上陸を易々と許すこととなった。
19日に出港した徳広らは二昼夜をかけて津軽藩領の平館村の平館砲台近くに漂着し、津軽藩士らの保護を受けた。この航海中に、娘が一人船酔いで死去した、と松前藩家老が津軽藩に報告している。11月24日には弘前城下の薬王院を仮住居として宛がわれた。ここで徳広は喀血して倒れ、11月29日に死去した。松前家が代々曹洞宗であったため、同じ曹洞宗の弘前長勝寺に埋葬された。『弘藩明治一統誌』によれば、咽を突いて自殺したとある。享年25。長男の修広が翌明治2年（1869年）1月9日に幼くして跡を継いだ。同明治2年（1869年）4月、松前藩は新政府の函館攻略に協力して藩兵を出し、4月17日に福山城を奪還した。

明治3年（1870年）10月9日、津軽の長勝寺に仮葬されていた遺骸が、菩提寺である松前の法憧寺へ改葬された。松前修広が改葬の意向を長勝寺に伝えたが、長勝寺が了承しないため、津軽藩重臣が交渉を行ったが、これにも寺は拒否を示した。このため松前氏は、長勝寺の宗派である曹洞宗の本山であった總持寺と交渉を行い、総持寺から許可を得ることで長勝寺は改葬を受け入れた。9月12日に改葬のため発掘されたが、棺桶と周辺の土をごっそりと発掘し、丸ごと運んだため運搬に手こずり、松前到着は10月になった。
明治29年（1896年）5月20日、贈従四位。
平成24年（2012年）、長勝寺から徳広墓所跡が発見された。津軽藩はこの混乱期にもかかわらず徳広を丁重に扱ったらしく、津軽藩主の墓と比較しても見劣りする規模ではなかった。同時に、櫛やはさみなどの徳広のものであろう日常品が、副葬品として発掘された。

## 系譜
父母
- 松前昌広（実父）
- 静 ー 山崎十三の娘、側室（実母）
- 松前崇広（養父）

正室
- 光子、寿子 ー 内藤正縄の娘

婚約者
- 大村純顕の娘

子女
- 松前修広（長男）生母は寿子（正室）
- 松前敬広

## 著作
- 『蝦夷嶋奇観補注』